# آیت عفره
آیت عفره یک منطقهٔ مسکونی در الجزایر است که در ناحیه ثنیه واقع شده‌است. آیت عفره ۲ کیلومتر مربع مساحت دارد ۳۸۰ متر بالاتر از سطح دریا واقع شده‌است.